# Pártlistás arányos választási rendszer
A pártlistás arányos választási rendszer olyan szavazási rendszerek családját jelenti, amelyek pártlisták között osztanak el több mandátumot annak érdekében, hogy az eredmény arányos legyen, így a pártok a támogatottságuknak megfelelő mértékben részesüljenek képviseletben. A pártlistás arányos rendszerek használhatók vegyes választási rendszerek részeként is.
A pártlistás rendszer azt jelenti, hogy a választáson induló pártok rendezett listát állítanak a jelöltjeikről. Az arányosság elvének értelmében a mandátumokat a olyan arányban kell elosztani, amely megfelel a pártok által szerzett szavazatok hányadának az összes szavazathoz képest.
A választók szavazhatnak közvetlenül a pártlistára, például Albániában, Argentínában, Törökországban és Izraelben; vagy közvetetten olyan jelöltek révén, akikre leadott szavazatot a pártlistára leadott szavazatként összegzik, mint például Finnországban, Brazíliában és Hollandiában; vagy akár választhatnak az előbbi lehetőségek között, mint Luxembourg úgynevezett panachage rendszerében.

## Mandátumok elosztása
A pártlistás arányos képviseleten belüli mandátumelosztásnak számos változata létezik. A két leggyakoribb típusa:
- A legmagasabb átlagos módszer, beleértve az Albániában, Argentínában, Örményországban, Ausztriában, Brazíliában, Bulgáriában, Horvátországban, Kambodzsában, Észtországban, Finnországban, Izraelben, Lengyelországban, Spanyolországban és sok más országban alkalmazott D'Hondt-módszert; valamint a Norvégiában, Svédországban, Új-Zélandon, a német Bundestagban és hat német államban (pl. Észak-Rajna-Vesztfália és Bréma ) alkalmazott Sainte-Laguë módszer.
- A legnagyobb maradék (LR) módszerek, beleértve a Hamilton-módszert is.

A fő mandátumelosztási algoritmusok: 
- módosított d'Hondt-módszer (kisebb pártoknak kedvez)
- Huntington-Hill módszer (enyhén kedvez a kis pártoknak)
- Webster/Sainte-Laguë módszer, LR-Hare (kissé a nagyon kis pártokat részesíti előnyben módosítás nélkül, ha nincs választási küszöb)
- LR-Droop (nagyon kissé előnyben részesíti a nagyobb pártokat)
- D’Hondt-módszer (kissé a nagyobb pártokat részesíti előnyben)[5]
- LR-Imperiali (nagyon támogatja a nagyobb pártokat)

Míg az mandátumelosztási formula fontos, ugyanilyen fontos az arányosság szempontjából a körzet nagyságrendje (a mandátumok száma egy választókerületben). Minél nagyobb a körzet nagyságrendje, annál arányosabbá válik egy választási rendszer - akkor a legarányosabb, ha egyáltalán nincs választókerületekre osztás, és az egész országot egyetlen választókerületként kezelik.  Egyes országokban a választási rendszer két szinten működik.

## A listák összeállítása és módosítása

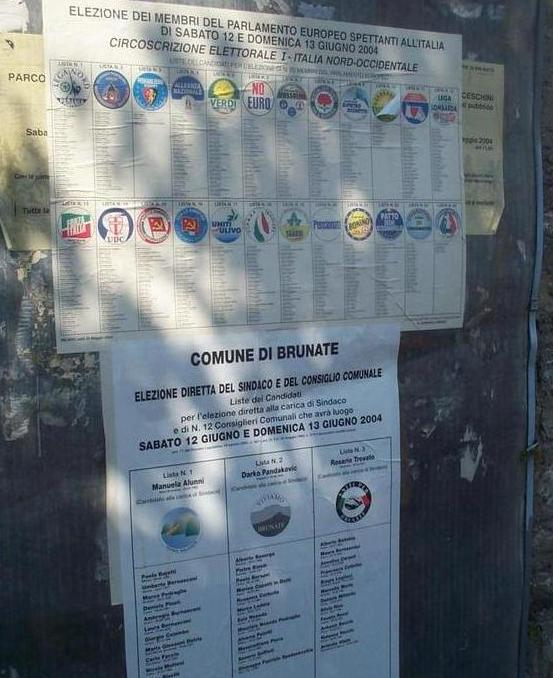
A 2004-es olaszországi európai parlamenti választás plakátja, amelyen a pártok listája látható

Egy párt listás jelöltjeinek megválasztásának sorrendjét előre meghatározhatja a párt (zárt listás rendszer), azonban számos rendszer ezután engedi, hogy a választók szavazatukkal módosítsanak a sorrenden (nyílt listás rendszer), vagy, hogy körzetenként határozzák meg (helyi lista rendszer).

### Zárt lista
A zárt listás rendszerekben minden politikai párt előre eldöntheti, hogy ki kapja meg az adott pártnak kiosztott mandátumokat a választásokon, így a listán a legmagasabban álló jelöltek általában mindig parlamenti mandátumot kapnak, míg a nagyon alacsonyan álló jelöltek nem.

### Nyílt lista
A nyílt lista kifejezés a pártlistás rendszer bármely olyan változatát írja le, ahol a választók legalább némi befolyást gyakorolnak egy párt jelöltjeinek megválasztási sorrendjére. A nyílt lista bárhol lehet a viszonylag zárttól, ahol egy jelölt csak meghatározott számú szavazattal léphet felfelé egy előre meghatározott listán, egészen a teljesen nyitottig, ahol a lista sorrendje teljes mértékben az egyes jelöltek szavazatainak számától függ.
Franciaországban az arányos választásokon a pártlistáknak annyi jelöltet kell tartalmazniuk (és kétszer annyi póttagot a megyei választásokon), ahány mandátum van kiosztva, míg más országokban megengedett a "hiányos" lista. Ez a nyílt lista rendszere panachage néven ismert.

## Fordítás
Ez a szócikk részben vagy egészben  a   Party-list proportional representation című angol Wikipédia-szócikk fordításán alapul.  Az eredeti cikk szerkesztőit annak laptörténete sorolja fel. Ez a jelzés csupán a megfogalmazás eredetét és a szerzői jogokat jelzi, nem szolgál a cikkben szereplő információk forrásmegjelöléseként.